# Forças Armadas da Rússia

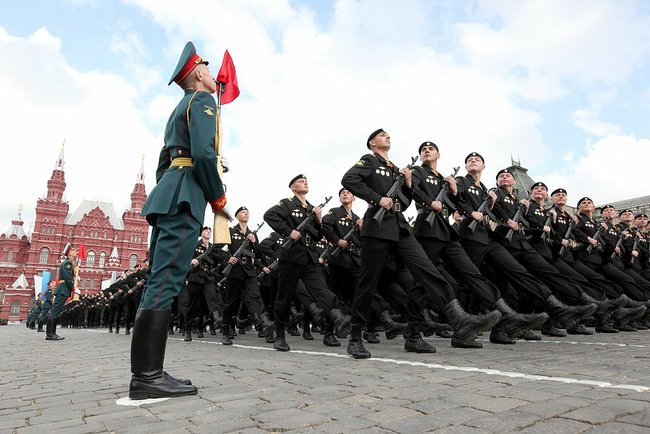
Soldados de infantaria russos desfilando por Moscou (2011)

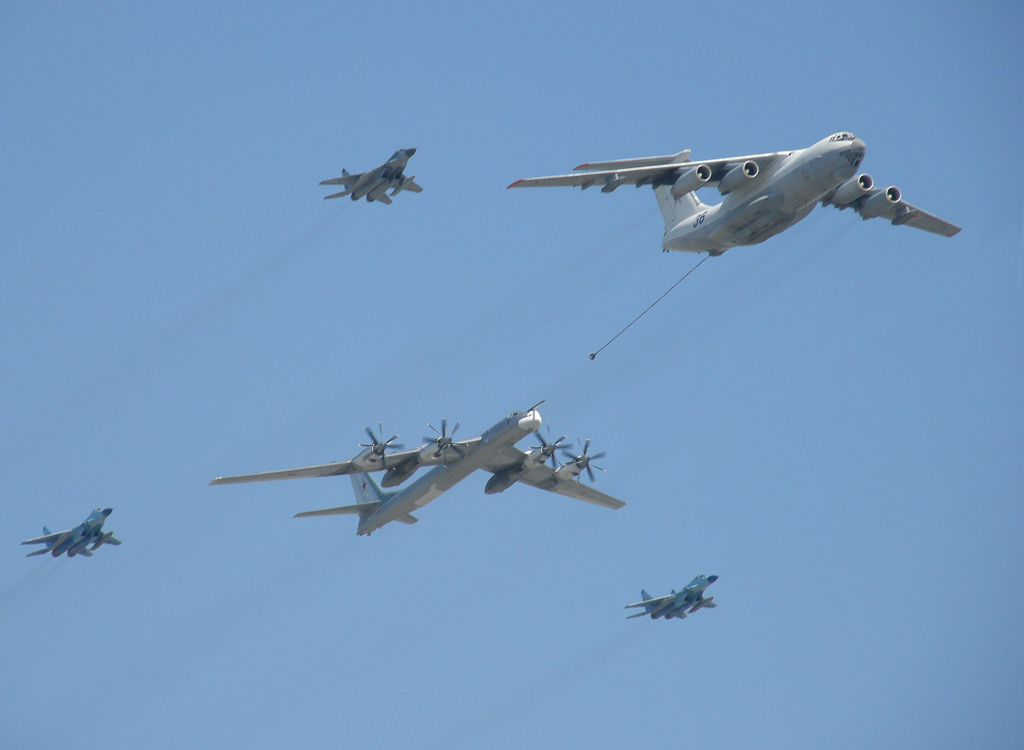
Aeronaves da força aérea russa

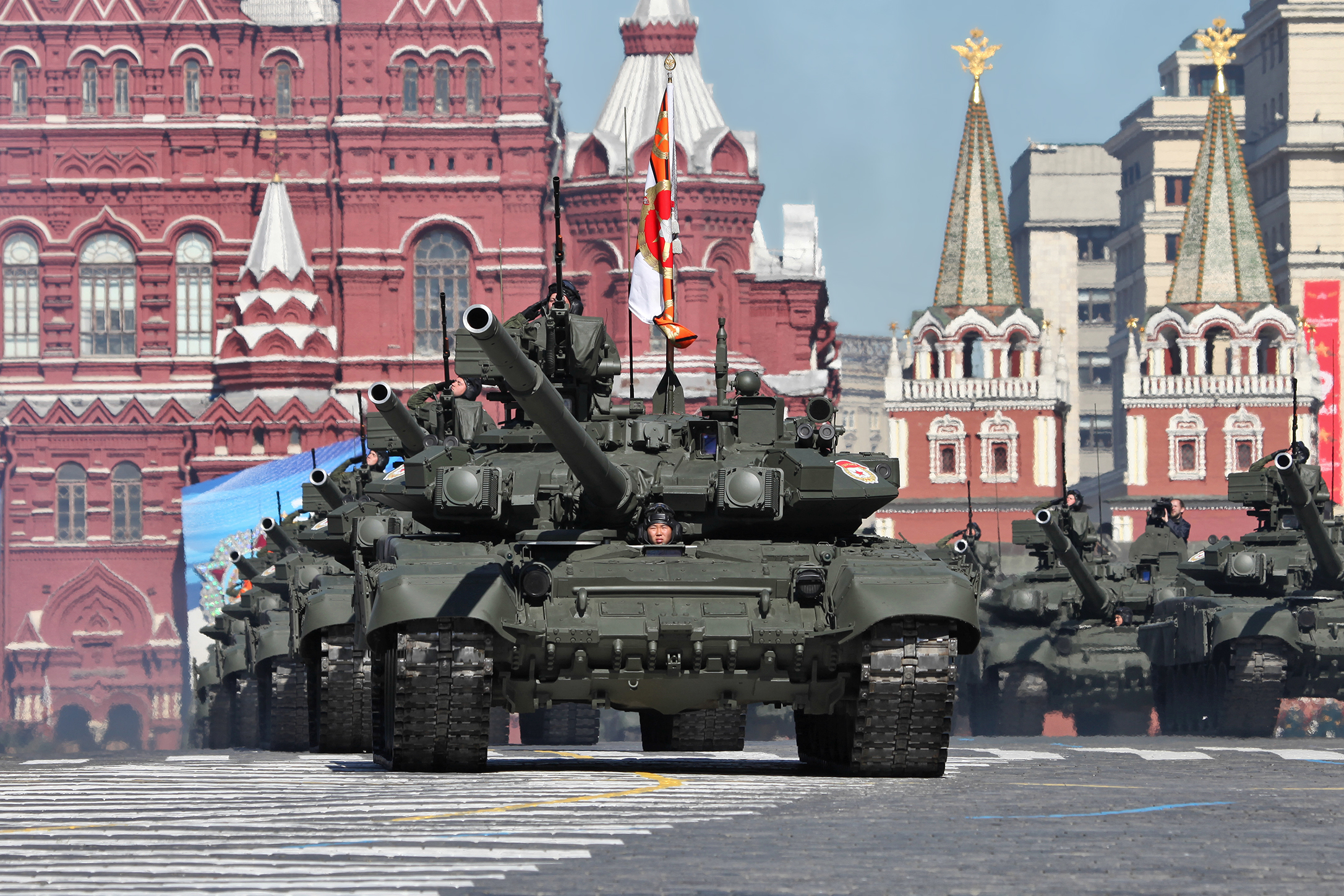
Tanques de guerra do exército russo durante um desfile

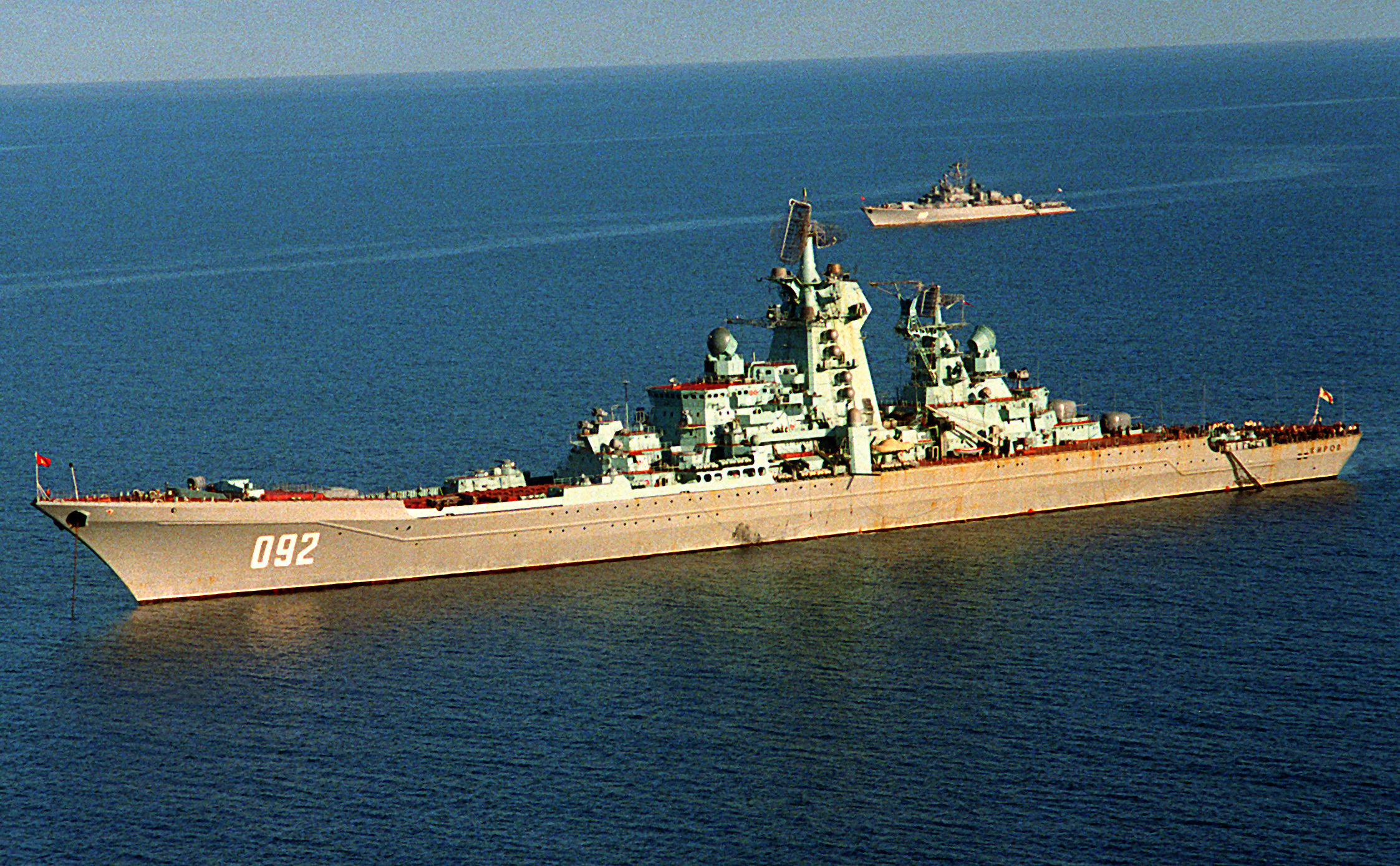
Um cruzador da Classe Kirov

As Forças Armadas da Federação Russa (em russo:  Вооружённые силы Российской Федерации; translit.: Voruzhonnije sily Rossíyskoj Federátsii) são os serviços militares da Rússia, estabelecidas após a dissolução da União Soviética. Em 07 de Maio de 1992, Boris Yeltsin assinou um decreto que estabelecia o Ministério Russo da Defesa, colocando todas as tropas das Forças Armadas da União Soviética no território da RSFSR sob o controle da Federação Russa. O Comandante Supremo das forças armadas é o Presidente da Federação Russa. Embora as forças armadas russas tenham sido formadas em 1992, os militares russos datam suas raízes desde os tempos da Rússia de Quieve.
Apesar da força militar proeminente que a Rússia projeta, conforme registrado em várias avaliações de especialistas, foram observadas deficiências no desempenho de combate do país nas escalas tática e operacional. De acordo com vários relatórios, a corrupção endêmica dentro das Forças Armadas Russas teve um grande impacto na capacidade da Rússia de efetivamente projetar seu poderio. Em meio a Invasão da Ucrânia pela Rússia em 2022, graves falhas logísticas tiveram impacto negativo no desempenho operacional das tropas russas, pois diferentes ramos de serviço tiveram grande dificuldade para coordenar e trabalhar juntos. Deficiências contínuas levaram o esforço de guerra da Rússia a sofrer grandes reveses desde a invasão inicial; as Forças Armadas Russas sofreram perdas sucessivas de território ocupado/anexado, destruição em larga escala e desperdício de seu equipamento e uma taxa de baixas notavelmente alta. Pesquisadores da RAND Corporation observaram que a Rússia continua a ter dificuldades com a transição de um exército de conscritos para uma força profissional voluntária.
Diretamente controladas pelo Conselho de Segurança da Rússia, as forças armadas fazem parte dos serviços de defesa do país sob a lei russa, cumprindo essa função ao lado da Guarda de Fronteira do Serviço Federal de Segurança, da Guarda Nacional, do Ministério de Assuntos Internos, da Serviço de Proteção Federal, o Serviço de Inteligência Estrangeiro e o Ministério de Situações de Emergência. Através de um programa do governo chamado de "Direção Geral Político-Militar", as forças armadas russas são altamente politizadas e intrinsecamente conectadas e subservientes ao regime de Vladimir Putin.

## Organização
O Ministério da Defesa (em russo: Министерство обороны Российской Федерации) serve como um órgão de administração das Forças Armadas. Desde os tempos soviéticos, o Estado-Maior atuou como o comando principal e supervisor das forças armadas russas. O atual Ministro da Defesa é Andrey Belousov, sucessor de Sergei Shoigu.
As Forças Armadas são divididas em três ramos (vid):
- Forças Terrestres (Exército);
- Marinha da Rússia;
- Forças Aeroespaciais da Rússia, que é formado pela Força Aérea e as Tropas Espaciais.

Existem ainda três ramos independentes (rod):
- Tropa de Mísseis Estratégicos;
- Tropas Aerotransportadas.
- Forças de Operações Especiais da Rússia;

Todo o conjunto das Forças Armadas da Rússia é tradicionalmente designado como a Armada (armiya).

### Organização do Exército
O Exército é dividido geograficamente em seis distritos:
- Moscovo;
- Leningrado;
- Cáucaso do Norte;
- Volga;
- Sibéria;
- Extremo Oriente.

Nota: O nome de Leningrado é uma homenagem feita aos 1,5 milhão de soldados e civis que morreram pelo país, durante o cerco à antiga cidade de Leningrado ( atual São Petersburgo) quando da invasão alemã entre 1941-1944.

### Organização da Marinha
A Marinha é dividida em cinco frotas:
- Frota do Norte;
- Frota do Pacífico;
- Frota do Mar Negro;
- Frota dos Bálticos;
- Frota do Mar Cáspio.